# Janet Darbyshire
Janet Howard Darbyshire, es una epidemióloga y administradora científica británica. 

## Carrera
Darbyshire se unió al Consejo de Investigación Médica (MRC) en 1974, inicialmente como coordinadora de ensayos clínicos y estudios epidemiológicos de tuberculosis, asma y otras enfermedades respiratorias en el Reino Unido y África Oriental para la Unidad de Enfermedades de la Tuberculosis y el Pecho del MRC.  Se convirtió en directora del Centro de Ensayos Clínicos del VIH de MRC cuando se fundó en 1989, diseñando y coordinando ensayos multicéntricos de terapias para personas con VIH, así como vacunas y microbicidas para prevenir infecciones. 
En 1980, recibió una maestría de la London School of Hygiene and Tropical Medicine.
En 1998, se convirtió en jefa de la nueva Unidad de Ensayos Clínicos de MRC, establecida como un centro de excelencia para ensayos clínicos, metanálisis y estudios epidemiológicos en VIH, cáncer y otras enfermedades.  También es codirectora de UK Clinical Research Network (UKCRN).  A partir de 2013, forma parte del consejo del Instituto Lister de Medicina Preventiva y de la Sociedad de Ensayos Clínicos.

## Premios y honores
Darbyshire es miembro de la Academia de Ciencias Médicas, el Royal College of Physicians y la Sociedad de Ensayos Clínicos.  Ya como Oficial de la Orden del Imperio Británico (OBE), fue nombrada Comandante de la Orden del Imperio Británico (CBE) en los Honores de Año Nuevo 2010 por "servicios a la ciencia clínica". En 2018, recibió la Medalla Millenium MRC por su " investigación mundial líder sobre ensayos clínicos y epidemiología que previno enfermedades y salvó vidas en todo el mundo".